# Sierra Entertainment
La Sierra Entertainment (in precedenza On-Line Systems e poi Sierra On-Line) è un'azienda sviluppatrice di videogiochi, attiva nella pubblicazione e nella distribuzione dal 1979 al 2008, poi tornata attiva nel 2014.
In passato era compresa negli studio di sviluppo interni alla Massive Entertainment, Swordfish Studios, Radical Entertainment e High Moon Studios e possedeva le sue sedi di sviluppo e dell'azienda a Los Angeles, guidata da Mark Tremblay. La Sierra venne assorbita nel 2008 dalla Activision che è a sua volta parte di Vivendi Games, ovvero l'attuale Activision Blizzard.

## Storia
La Sierra Entertainment venne fondata nel 1979 come On-Line Systems a Simi Valley, in California, da Ken e Roberta Williams. Ken Williams, un programmatore della IBM, comprò un personal computer Apple II con il quale pensava di sviluppare un compilatore FORTRAN per l'Apple II. In quel periodo, la moglie Roberta Williams stava giocando con giochi di avventura testuale su Apple II. Insoddisfatta per il formato di solo testo, Roberta si rese conto che la capacità di visualizzazione grafica dell'Apple II poteva migliorare l'esperienza del gioco di avventura. Dopo il successo iniziale, On-Line Systems venne rinominata come Sierra On-Line nel 1982, e la società si trasferì a Oakhurst sempre in California, cambiando nuovamente nome nel 2002.

## Sezione sviluppo Sierra

### Studi di sviluppo
- Massive Entertainment
- Radical Entertainment
- Swordfish Studios
- High Moon Studios
- Wanako Studios

### Brand
- Sierra Online

### Gruppi di sviluppo chiusi
- Coktel Vision (parte di Vivendi)
- Dynamix (chiuso)
- Impressions Games (chiuso)
- Bright Star Technology (chiuso)
- Yosemite Entertainment (chiuso)
- Synergistic Studios (chiuso)
- Front Page Sports (chiuso)
- Books That Work (chiuso)
- Green Thumb Software (chiuso)
- Papyrus Design Group (chiuso)
- Headgate (venduto)
- Berkeley Systems (chiuso)
- PyroTechnix (chiuso)

## Sviluppatori pubblicati da Sierra
- Blizzard Entertainment
- Breakaway Games
- Evryware
- Game Arts
- The Whole Experience
- Nihon Falcom
- Relic Entertainment
- Stainless Steel Studios
- Valve Corporation
- Monolith Productions

## Videogiochi di Sierra

### Avventure grafiche
- Mystery House (1980, prodotto nel 1979, ripubblicato da SierraVenture nel 1982)
- Mission Asteroid (1980, ripubblicato da SierraVenture nel 1982)
- The Wizard and the Princess / Adventure in Serenia (1980, ripubblicato da SierraVenture nel 1982)
- Cranston Manor (1981)
- Ulysses and the Golden Fleece (1981, ripubblicato da SierraVenture nel 1982)
- Time Zonee (1981, ripubblicato da SierraVenture nel 1982)
- Softporn Adventure (1981, precursore di Leisure Suit Larry e l'unico gioco interamente testuale della Sierra)
- The Dark Crystal (1982)
- Dragon's Keep (1983)
- Troll's Tale (1983)
- Pepper's Adventures in Time (1993)
- Gelfling Adventure (1984)
- Mickey's Space Adventure (1984)
- The Black Cauldron (1984, ripubblicato nel 1986)
- Winnie the Pooh in the Hundred Acre Wood (1984)
- Mixed-Up Mother Goose (1987)
- Gold Rush! (1988)
- Codename: Iceman (1989)
- The Adventures of Willy Beamish (1991)
- Rise of the Dragon (1990)
- Heart of China (1991)
- Freddy Pharkas: Frontier Pharmacist (1993)
- Slater & Charlie Go Camping (1993)
- Urban Runner (1995)
- Torin's Passage (1995)
- Stay Tooned! (1996)
- RAMA (1996)
- Lighthouse: The Dark Being (1996)
- Lords of Magic (1998)
- Timeshift (2007)
- serie King's Quest
  1. King's Quest I: Quest for the Crown (1984, prodotto nel 1983, ripubblicato nel 1987, aggiornato nel 1989)
  2. King's Quest II: Romancing the Throne (1985)
  3. King's Quest III: To Heir Is Human (1986)
  4. King's Quest IV: The Perils of Rosella (1988)
  5. King's Quest V: Absence Makes the Heart Go Yonder! (1990, CD-ROM nel 1991)
  6. King's Quest VI: Heir Today, Gone Tomorrow (1992, CD-ROM nel 1993)
  7. King's Quest VII: The Princeless Bride (1994)
  8. King's Quest: Mask of Eternity (1998)
- serie Space Quest
  1. Space Quest I: The Sarien Encounter (1986, aggiornato nel 1990)
  2. Space Quest II: Vohaul's Revenge (1987)
  3. Space Quest III: The Pirates of Pestulon (1989)
  4. Space Quest IV: Roger Wilco and the Time Rippers (1991)
  5. Space Quest V: Roger Wilco in the Next Mutation (1993)
  6. Space Quest 6: The Spinal Frontier (1995)
- serie Leisure Suit Larry
  1. Leisure Suit Larry in the Land of the Lounge Lizards / Leisure Suit Larry 1 (1987, aggiornato nel 1991)
  2. Leisure Suit Larry Goes Looking for Love (in Several Wrong Places) / Leisure Suit Larry 2 (1988)
  3. Leisure Suit Larry 3: Passionate Patti in Pursuit of the Pulsating Pectorals (1989)
  4. Leisure Suit Larry 4: The Missing Floppies (mai esistito, hanno saltato il 4 per fare una gag)
  5. Leisure Suit Larry 5: Passionate Patti Does a Little Undercover Work (1991)
  6. Laffer Utilities (1992)
  7. Leisure Suit Larry 6: Shape Up or Slip Out! (1993)
  8. Leisure Suit Larry 7: Love for Sail! (1995)
  9. Leisure Suit Larry's Casino (1998) (non avventura, stile Las Vegas)
  10. Leisure Suit Larry 8: Lust in Space (non pubblicato)
  11. Leisure Suit Larry: Love for Sail! (2004), non di Al Lowe
  12. Leisure Suit Larry: Box Office Bust (2008)
- serie Lords of the Realm
  1. Lords of the Realm (1994)
  2. Lords of the Realm II (1996)
  3. Lords of the Realm II: Siege Pack (espansione) (1997)
  4. Lords of the Realm III (2003)
  5. Lords of the Realm Royal Collection (1998) (include I, II, e Siege Pack)
- serie Police Quest
  1. Police Quest: In Pursuit of the Death Angel (1987, aggiornato nel 1991)
  2. Police Quest II: The Vengeance (1988)
  3. Police Quest III: The Kindred (1990)
  4. Daryl F. Gates' Police Quest: Open Season (1993)
  5. Daryl F. Gates' Police Quest: SWAT (1995, non avventura)
  6. Police Quest: SWAT 2 (1998, RTS)
- serie Manhunter
  1. Manhunter: New York (1988)
  2. Manhunter 2: San Francisco (1989)
- serie Laura Bow
  1. The Colonel's Bequest (1989)
  2. The Dagger of Amon Ra (1992)
- Serie Conquests
  1. Conquests of Camelot: The Search for the Grail (1989)
  2. Conquests of the Longbow: The Legend of Robin Hood  (1992)
- serie Quest for Glory (già Hero's Quest)
  1. Quest for Glory I: So You Want to Be a Hero (o Hero's Quest I: So You Want to be a Hero, 1989, aggiornato nel 1991)
  2. Quest for Glory II: Trial by Fire (1990)
  3. Quest for Glory III: Wages of War (1992)
  4. Quest for Glory IV: Shadows of Darkness (1994)
  5. Quest for Glory V: Dragon Fire (1998)
- serie EcoQuest
  1. EcoQuest: The Search for Cetus (1991)
  2. EcoQuest 2: Lost Secret of the Rainforest (1993)
- serie Gabriel Knight
  1. Gabriel Knight: Sins of the Fathers (1993)
  2. Gabriel Knight 2: The Beast Within (1995)
  3. Gabriel Knight 3: Il mistero di Rennes-le-Château (1999)
- serie Phantasmagoria
  1. Phantasmagoria (1995)
  2. Phantasmagoria II: A Puzzle of Flesh (1996)
- serie Shivers
  1. Shivers (1996)
  2. Shivers 2: Harvest of Souls (1998)

### Altri giochi di rilievo
- Lunar Leeper (1981)
- L'Era Glaciale 2 (2005)
- Ultima II: Revenge of the Enchantress (1982)
- B.C.'s Quest for Tires (1983)
- Jaw Breaker (1983)
- Oil's Well (1983)
- Sammy Lightfoot (1983)
- Donald Duck's Playground (1984)
- Sierra Championship Boxing (1984)
- Red Baron (1990)
- Jones in the Fast Lane (1991)
- Quarky & Quaysoo's Turbo Science (1992)
- Aces of the Pacific (1992)
- Betrayal at Krondor (1993)
- Alien Legacy (1994)
- NASCAR Racing (1994)
- The Realm Online (1996)
- Betrayal in Antara (1997)
- Red Baron II (1997)
- Grand Prix Legends (1998)
- Half-Life (1998)
- Return to Krondor (1998)
- Homeworld (1999)
- Empire Earth (2001)
- Casino Empire (2002)
- Tribes Aerial Assault (2002)
- Metal Arms: Glitch in the System (2003)
- Homeworld 2 (2003)
- Empire Earth II (2004)
- Evil Genius (2004)
- F.E.A.R. (2005)
- Empire Earth III (2007)
- World in conflict (2007)
- Serie No One Lives Forever
  1. The Operative: No One Lives Forever (2000)
  2. No One Lives Forever 2: A Spy In H.A.R.M.'s Way (2002)
  3. Contract J.A.C.K. (2003)
- Serie SWAT
  1. Daryl F. Gates' Police Quest: SWAT (1995)
  2. Police Quest: SWAT 2 (1998)
  3. SWAT 3: Close Quarters Battle (1999)
  4. SWAT 4 (2005)
SWAT 4: The Stetchkov Syndicate (espansione 2006)
  5. SWAT Force
  6. SWAT: Target Liberty
- Serie 3-D Ultra Pinball
  1. 3-D Ultra Pinball (1995)
  2. 3-D Ultra Pinball: Creep Night (1996)
  3. 3-D Ultra Pinball: The Lost Continent (1997)
  4. 3-D Ultra NASCAR Pinball (1998)
  5. 3-D Ultra Pinball: Thrill Ride (1999)
- Serie Dr. Brain
  1. Castle of Dr. Brain (1991)
  2. Island of Dr. Brain (1992)
  3. The Lost Mind of Dr. Brain (1995)
  4. The Time Warp of Dr. Brain (1996)
  5. Dr. Brain Thinking Games: Puzzle Madness (1998)
- Serie The Incredible Machine
  1. The Incredible Machine (1992)
  2. The Even More Incredible Machine (1993)
  3. Sid & Al's Incredible Toons (1993)
  4. The Incredible Machine 2 (1994)
  5. The Incredible Toon Machine (1994)
  6. The Incredible Machine 3.0 (1995)
  7. Return of the Incredible Machine: Contraptions (2000)
  8. The Incredible Machine: Even More Contraptions (2001)
- Serie Caesar
  1. Caesar (1992)
  2. Caesar II (1995)
  3. Caesar III (1998)
  4. Caesar IV (2006)
  5. Faraon (1999)
  6. Cleopatra: Regina del Nilo (2000)
  7. Signore dell'Olimpo - Zeus (2000)
  8. Signore di Atlantide - Poseidon (2001)
  9. Emperor: La nascita dell'Impero Cinese (2002)
- Serie Front Page Sports Football
- Front Page Sports: Golf (1997)
- Serie Outpost
  1. Outpost (1994)
  2. Outpost 2: Divided Destiny (1997)
- Serie Hoyle
  1. Hoyle's Official Book of Games: Volume 1 (1989)
  2. Hoyle's Official Book of Games: Volume 2 (1990)
  3. Hoyle's Official Book of Games: Volume 3 (1991)
  4. Hoyle Solitaire (1996)
  5. Hoyle Board Games (1998)
  6. Hoyle Card Games (1999)
  7. Hoyle Backgammon and Cribbage (1999)
  8. Hoyle Casino (2000)
  9. Hoyle Casino Empire (2002)
  10. Hoyle Majestic Chess (2003)
  11. Hoyle Classic Games
  12. Hoyle Kids Games
  13. Hoyle Puzzle Games
  14. Hoyle Table Games
- Serie Field & Stream
  1. Field & Stream: Trophy Bass 3D (1999)
  2. Field & Stream: Trophy Bass 4 (2000)
  3. Field & Stream: Trophy Buck 'n Bass 2 (2000)
  4. Field & Stream: Trophy Hunting 4 (2000)
  5. Field & Stream: Trophy Hunting 5 (2001)